# 折戸伸治
折戸 伸治（おりと しんじ、1973年7月30日 - ）は、日本の作曲家。
兵庫県出身。株式会社ビジュアルアーツ傘下のゲームブランドKeyに所属しており、美少女ゲーム業界で著名な作曲家の一人。インターネット界隈で今なお根強い人気を誇る楽曲「鳥の詩」の作曲を手掛け、現在の知名度と人気を確立した。唯一のLeafおよびKeyの設立メンバーである。別名は「がんま」。

## 略歴
高校時代にゲーム仲間の石川真也の影響で打ち込みを始める。その後、オリジナル曲を作るようになり、石川・下川直哉・中上和英の4人で音楽活動をするようになったという。この4人全員が後にLeafのスタッフとなっている。
高校を卒業後、銀行に勤めるが、不況によるリストラなどで依願退職する。後にTGLで作曲を手掛ける傍ら、機材を売り払うなどして生計を立てていたが、下川の誘いでU-OFFICE（現在のアクアプラス）の設立に参加。同社ブランドLeafで『DR2ナイト雀鬼』から『雫』までの音楽を担当するが、『雫』を最後に退社する。
その後、郵便局員などのアルバイトをしながら、外注としてフリーランスの作曲活動をしていた。フリー時代には20本近くの作品に関わり、アスキーの『3Dシューティングツクール』や『2D格闘ツクール』などの音楽も担当している。Tacticsの『同棲』に外注で参加した後、ネクストンに入社。『MOON.』や『ONE 〜輝く季節へ〜』の音楽を手掛ける。
1999年にネクストンを退社し、樋上いたる・麻枝准らと共にビジュアルアーツに入社してKeyを設立する。以降はKeyの筆頭作曲家として活動している。Key以外では、テレビアニメ『おねがい☆ティーチャー』や同じビジュアルアーツ系ブランドotherwiseの作品『Sense Off』、かつてのLeaf時代の同僚が設立したプレイムのデビュー作『リアライズ』などに楽曲を提供している。
2012年10月24日、折戸伸治名義では初となるオリジナル・フルアルバム『circle of fifth』をリリースした。
2019年3月1日、平成アニソン大賞において「Shooting Star」が作曲賞、「鳥の詩」がユーザー投票賞（共に2000年 - 2009年）に選出された。

## 人物・逸話
- 退社後にLeafのアレンジCD「orange」に曲を提供したことがある。
- テクノ調の音楽を好み、作品中に一つはテクノ調の曲が存在する事が多い。
- Key内でのボーカル楽曲の制作においては作曲のみを手掛けることが多いが、一部自身で編曲を行った曲も存在する。
- 影響を受けた作曲家に、久石譲と古代祐三を挙げている。
- 好きなものは、ラーメン、唐揚げ、ジャンクフード。
- 2007年12月から2010年8月まで樋上いたる・ちろと共にインターネットラジオ『Keyらじ』のパーソナリティを担当、番組中では「オリト」と名乗っていた。

## 同人活動
音楽系草の根ネットのUnison-BBSを発端とする「Unison LABEL」で活動していたが現在は休止中でWebサイトも無くなっている。数人の固定メンバーを基本としながらも、CDアルバムには同じく美少女ゲーム音楽方面や同人で活動する様々な人物が参加していた。主な参加者には、I'veの高瀬一矢（「Low Trance Assembly」名義）や2008年にライトノベル作家としてデビューしたすえばしけん（「すえばし」名義）がいる。
前述のTactics時代や『sense off』など商業では「Unison Sound Team」としてチームで参加することもあり、折戸自身の名義も「がんま」「がんまん」等、使い分けられている。

## 主な作曲作品
- 雫
- MOON.
- ONE 〜輝く季節へ〜
- Kanon
- AIR
- CLANNAD
- 智代アフター 〜It's a Wonderful Life〜
- おねがい☆ティーチャー
- リトルバスターズ!
- Rewrite
- あの夏で待ってる（オープニングテーマ）
- planetarian 〜ちいさなほしのゆめ〜（アニメ）
- Summer Pockets
- LOOPERS[2]
- planetarian -雪圏球-[3]
- LUNARiA -Virtualized Moonchild-[4]

## 代表曲
- 瑠璃子（『雫』）
- 風の辿り着く場所（『Kanon』）
- 鳥の詩（『AIR』)
- Shooting Star（『おねがい☆ティーチャー』）
- Light colors（『智代アフター 〜It's a Wonderful Life〜』）
- Alicemagic（『リトルバスターズ!』）
- Philosophyz（『Rewrite』）
- sign（『あの夏で待ってる』）
- 星の舟（『planetarian 〜ちいさなほしのゆめ〜』）
- アルカテイル（『Summer Pockets』）